# Ньор
Ньор (фр. Niort) — город и коммуна во Франции, административный центр департамента Дё-Севр. Находится на западе Франции, в округе Ньор департамента Дё-Севр региона Новая Аквитания, на берегу реки Севр-Ньортез. По численности своего населения Ньор является самым крупным городом департамента Дё-Севр (61,044 человека на 2016 год). Включает в себя три кантона.
Экономика города представляет собой преимущественно предприятия сферы услуг (страховые компании, банки, благотворительные фонды, консалтинг в финансовой сфере и в сфере информационных технологий, предприятия посылочной торговли…). Город известен тем, что в нём расположены ведущие французские общества взаимного страхования, и Ньор по праву считается столицей французской социальной экономики.
Согласно статистическим данным Банка Франции данные виды деятельности позволили Ньору стать четвёртым финансовым центром Франции (оценивая объём проходящих финансовых потоков), после Парижа, Лиона и Лилля.

## География
Город расположен в юго-западной части департамента Дё-Севр на берегах реки Севр-Ньортез. Находясь на границе обводнённых болот, Ньор служит «главными воротами» в болота Пуату. Ньор являлся одним из главных городов французской исторической области Пуату.
Город расположен в красивой и плодородной равнинной местности, южнее от заболоченных бесплодных земель Нижнего Пуату.
Находясь в географически важной точке прохода с юго-запада в Бретань и в северную часть Франции, эти земли граничат с историческими провинциями Пуату, Они и Сентонж.
Находясь в 63 километрах от побережья Атлантического океана, город получает 2000 солнечных часов в год.

## Топонимика
Название «Niort» происходит от латинизированного кельтского Novioritum, состоящего из novio «новый» и rito- «брод», в совокупности означающего «новый брод» (через реку Севр-Ньортез).

## История

### Возникновение
Ньор был населён уже в период неолита.
Позже Ньор был населённым пунктом галло-римлян, примыкавшим к излучине реки Севр-Ньортез. Поселение располагалось возле бывшего Пиктонского залива; оно омывалось водами Атлантического океана и пресными речными водами.
До Рождества Христова Ньор, без сомнения, был всего лишь деревенькой, расположенной в излучине реки. Археологические раскопки доказали существование торговой деятельности, существенной для своей эпохи. Эти же раскопки показали, что деревня была «покинута» примерно в I веке нашей эры. Причины такого ухода жителей неизвестны. Среди многочисленных предположений — пожары, эпидемии (неподалёку находятся обширные болота), повышение уровня воды в период потепления климата в I веке. Тем не менее очень сложно представить, что в романизированной Галлии победители-римляне покинули такое удачное с торговой точки зрения место.
По всей видимости, во II веке в регион пришли вестготы, а также другие неримские народности (Сарматы и Англы).
В V веке франки изгнали вестготов, а Западная Римская империя пала.
Первые письменные свидетельства существования поселения появились в VI веке.
Можно предположить, что франки захватили или снова основали город, либо они просто обосновались в этом благоприятном месте. В пользу этого факта свидетельствует обнаруженное тут кладбище меровингов. Причем, вне всякого сомнения, по соображениям безопасности поселение расположили на холмах Notre-Dame и Saint-André. Эти холмы давали отличную возможность обзора окрестностей Севра, главного торгового и транспортного пути в ту эпоху.
Начиная с VI века появляются первые упоминания о двух деревнях, расположенных на холмах.
В 940 году поселение было разграблено норманнами.

### ЭпохаСредневековья
Город находился в подчинении у графов де Пуатье.
Затем, в качестве приданого Элеоноры Аквитанской, город перешёл сначала под власть короля Франции, а после её второго замужества под власть английского короля. Такая ситуация имела определённые выгоды для города. В 1203 году Элеонора даровала Ньору грамоту, освобождающую город от уплаты пошлин. Её монарший супруг Генрих II, затем и их сын Ричард I Львиное Сердце укрепляли крепость, сооружая замок и пояс укреплений вокруг, имевший общую длину 2800 метров, почти идентичный крепостной стене Каркасона. В наши дни существует внушительный парный донжон и некоторые следы фундамента церкви Saint-Jean.
В 1244 году Ньор возвращается под французскую корону, а в сентябре 1346 года город выдержал осаду графа Дерби (Столетняя война). Тем не менее город снова переходит под власть англичан после подписания в 1360 году договора, известного как Мир в Бретиньи. Город имел статус «свободного порта» начиная с 1285 года, что во многом способствовало развитию его экономического благосостояния.
Выдающийся военачальник Бертран Дюгеклен отвоевал Ньор у англичан 23 марта 1372 года. Для этого он прибегнул к военной хитрости. 200 своих самых отважных солдат он переодел в военную форму англичан. При их появлении часовые англичан опустили подъемный мост. Французы вошли в город и разоружили англичан. Таким образом Ньор снова вернулся под французскую корону.
Во время восстания феодалов Прагерии в 1440 году, направленного против реформ короля Карла VII, дофин Людовик, будущий король Людовик XI, выбрал Ньор в качестве своей штаб-квартиры и предоставил городу многочисленные привилегии.
В XIV веке репутацию Ньора творили в основном суконщики и кожевники. Окончание эпохи Средневековья ознаменовалось в городе прорытием грунта для порта, чтобы повысить торговое значение города, обеспечив проход к Атлантическому океану. Углубление грунта в порту, выполненное по приказу герцога Жана Беррийского, графа де Пуатье, позволило отправлять во Фландрию и в Испанию грузы соли, рыбы, пшеницы, шерсти и, конечно же, сукна и кожи… В то же самое время ньорцы получили известность и немалую прибыль благодаря своим ярмаркам, которые считались самыми красивыми во всём королевстве.

### Периодрелигиозных войн
В 1557 году город становится протестантским, но в 1569 году город перешёл к католикам. С 20 июня по 03 июля королевские войска графа Люд безуспешно осаждали город. В октябре, после поражения протестантов в битве при Монконтуре, Ла Бросс оставил город католикам.
Один из кровавых эпизодов периода религиозных войн произошёл в Ньоре в ночь с 27 на 28 декабря 1588 года, в течение которой в городе были массовые столкновения католиков и протестантов с убийствами, грабежами и поджогами. Город перешёл в руки протестантов во главе с епископом Желе (впоследствии Святой Желе) и Агриппой д’Обинье. Хотя в 1627 году Ньор снова станет католическим, он останется активным очагом сопротивления протестантов.
Практика драгонад пришла в город в 1668 году. Эта политика расквартирования войск на постой в жилищах гугенотов длилась тут до 1685 года и вынудила множество протестантов эмигрировать в Канаду.
Через порт Ньора продолжалась торговля кожей и мехами с провинциями Канады, где обосновалось множество пуатевинцев. Однако аннулирование Нантского эдикта (1685 год) и последующая утрата канадских провинций привели к общему упадку этого ремесла и существенной статьи доходов протестантов.
До Великой французской революции в городе помимо прочего насчитывалось около тридцати молотковых мельниц и более 30 кавалерийских полков снабжались кожей для штанов.

### Современная история
В 1807 году Наполеон I издаёт декрет об инженерном обустройстве реки Севр-Ньортез с целью поддержания её судоходного русла. Этот декрет стал первым действием, положившим начало глобальному осушению болота Пуату.
Наполеон I останавливался в Ньоре на своем пути в ссылку на Остров Святой Елены и провёл тут одну из своих последних ночей на французской земле (ночь со 2 на 3 июля 1815 года), остановившись в постоялом дворе «Золотой Шар» (фр. Boule d'Or).
Во время своего правления он укрепит благополучие города, обеспечивая заказами городских производителей замши на пошив обмундирования для кавалеристов.
Отрасль производства изделий из замши и перчаток начнет постепенно угасать и полностью прекратит своё существование в Ньоре к концу XX-го столетия.
Начиная с середины XX века в городе начинает развиваться социальный сектор экономики благодаря обществам взаимного страхования.
07 июня 1944 года авиация США бомбила район вокзала города, в результате чего было около 40 жертв. Реальной целью бомбежки должна была стать сортировочная станция и завод по производству детонаторов для немецких войск.
В период с 1964 по 1972 годы в границы Ньора включили четыре коммуны.

## Экономика
Ньор — крупный административный и торговый центр. Основными отраслями промышленности являются химия и воздухоплавание.
Длительное время он оставался крупным центром по выделке замши (это прослеживается даже в названии местного футбольного клуба «Ньорская замша»), ткачества и коммерческой торговли (рынки и ярмарки имели региональную значимость). В наше время Ньор стал важным центром торговли и оказания услуг, главным образом — финансовых.
В секторе оказания услуг задействуется 20 000 рабочих мест.

### Европейская столица взаимного страхования
Благодаря взаимному страхованию в городе создано несколько тысяч рабочих мест. Этот сектор экономики начал развиваться в Ньоре в 1934 году при образовании MAIF — общества взаимного страхования школьных учителей. Несколько лет назад это общество отметило вступление в свои ряды миллионного члена. Сегодня Ньор является штаб-квартирой самых известных французских обществ взаимного страхования — MAAF, MACIF, SMACL, IMA, CRAMA, MUTAVI, D’ARVA, SMIP, SOCRAM и других.
Проще говоря, за этим длинным списком аббревиатур стоят миллионы человек, страхующихся в городе Ньор.

## Транспорт
В наши дни Ньор сохранил своё значение важного транспортного узла в автомобильном и железнодорожном сообщении.

## Исторические памятники и достопримечательности

### Донжон
На берегу реки Севр-Ньортез воздвигнут один из самых красивых романских парных донжонов Франции. Имея длину 70 метров, он был задуман таким для защиты расположенного между башнями прямоугольного замка. По своим размерам он занимает второе место во Франции, уступая только донжону Венсенского замка. Этот монумент справедливо считается символом Ньора.
Английский король Генрих II, желавший возвеличить и защитить земли, доставшиеся ему от брака с Элеонорой Аквитанской, решил соорудить в конце XII-го века замок в Ньоре и сделать его неприступной крепостью. Это был целый город, имевший жилые помещения, сад и учебный плац, а также коллегиальную церковь Сен-Годан, разрушенную в период французских религиозных войн. Впоследствии замок будет служить тюрьмой.
Обе башни имеют в плане примерно квадратную форму — 13 х 14 метров. Южный донжон, имеющий высоту 28 метров, немного выше северного донжона высотой 23 метра. В плане они имеют сходную структуру: по углам каждый донжон опоясан цилиндрическими башнями (диаметром более 5 метров), а стены донжонов укреплены срединными выступами по типу контрфорсов. Южный донжон представляет собой типичный пример оборонительной архитектуры той эпохи: толстые стены (достигающие 3 метров у основания башен), контрфорсы, малочисленные прорези небольших размеров. Он оснащен арочными машикулями (северо-восточная и юго-западная стены), датированные концом XII века; они пришли на смену деревянным выступающим оборонительным галереям. Северный донжон, частично обрушившийся в 1749 году, был восстановлен в 1750 году. Он не такой высокий, как южный донжон, и его общий вид менее суров.
Два донжона, увенчанные зубчатым верхом и удаленные друг от друга на 16 метров, первоначально были соединены куртинами, между которыми находился мощёный камнем внутренний двор. Существующее сегодня высокое здание в центре между донжонами было возведено только в XV веке.
В наши дни донжон классифицирован как Исторический памятник.
Находящийся в нём этнологический музей представляет свои площади для временных экспозиций. Со смотровой площадки донжона открывается замечательный вид на Ньор и на реку Севр-Ньортез.

### Бывшая ратуша (Пилори)
Пилори — бывшая городская ратуша, ценный образец архитектуры эпохи Возрождения, была сооружена на месте существовавшего в средние века позорного столба. Пилори означает на французском именно позорный столб. Здание упоминается уже в XIV веке, однако было полностью перестроено в XVI веке. Большая часть беффруа датируется XVII веком.
Трёхэтажное здание имеет в плане трапециевидную форму. В очень красивом декоре здания выделяются окна в резном фронтоне, украшения в виде торшера, зубчатая ограда между башенками, поддерживаемая консольными опорами, гаргульи.
Здание служило городской ратушей вплоть до 1789 года. В ходе реставрационных работ 1885 года декоративную роспись большого холла второго этажа доверили Шарлю Ламейру. Там можно увидеть камин, декорированный растительным орнаментом, а также гербы мэров и эшевенов города Ньор дореволюционной эпохи. В наши дни Пилори классифицирован как Исторический памятник. Одно время в этих стенах располагался книжный магазин, сегодня здесь устраиваются разнообразные выставки.

### Религиозные сооружения
- Церковь Нотр-Дам была сооружена в XII веке, однако со временем она обветшала настолько, что в XIV веке её заменили на совершенно новое здание, выполненное в стиле пламенеющей готики, которое обновляли на протяжении XV и XVI веков вследствие ущерба, нанесенного храму религиозными войнами. Первоначальное здание церкви было выполнено в романском стиле, имело в плане расширенный неф, дополненный двумя вторичными нефами, в которых были устроены часовни. Своды имели по 8 нервюр, что было принято во Франции в период анжуйской готики. Церковь имеет колокольню конусообразной формы высотой 75 метров. Это самая высокая колокольня в департаменте Дё-Севр. Главный вход в церковь расположен с северной стороны и оформлен примечательным порталом XVI века, посвященным Деве Марии, в декоре которого смешаны элементы поздней готики и ренессанса. Разрушенная прежде трибуна внутри храма снова появилась вдоль южной стены после реконструкции. В 1771 году главный алтарь был перемещен в западную часть храма, нарушив таким образом привычную ориентацию церковного сооружения. При этом открыли входы с обеих сторон от освещающего неф великолепного витража (XVI—XVII век), посвященного Иессееву древу (восстановлен). Кафедра проповедника, замечательно выполненная из резного дуба, в неоготическом стиле (1877 год) отображает сцены эпизода снятия с креста. 28 ноября 1635 года в этой церкви крестили Франсуазу Д’Обинье, будущую морганатическую жену короля Людовика XIV, которая позже получит имя Мадам де Ментенон.

- Церковь Сен-Андре изначально, в XI веке, была сооружена в романском стиле; сейчас от того здания сохранилось только несколько скульптурных фрагментов в местном музее. Храм построили на самом высоком холме города, два его высоких шпиля были видны издалека. Её модернизировали и расширяли в период готики, затем в период ренессанса, а в 1588 году церковь была разрушена протестантами. Церковь восстановили к 1685 году. Во времена Вандейских войн здание использовали как хранилище фуражных кормов, поскольку улица Сен-Андре, проходящая через окружавшее церковь приходское кладбище, выходила прямо к кавалерийским казармам. Здание, которое мы видим в наше время, было построено в период с 1855 по 1863 год ньорским архитектором Сегретеном, считается очень удачным подражанием готическим сооружениям XIII века. Внутри церкви позади хоров на южной стороне можно видеть остатки часовен эпохи ренессанса.

- Церковь Сен-Этьен у порта, изначально построенная в X веке, была разрушена во времена Французской революции. Сооружение новой церкви на этом месте началось в 1893 году и было завершено в 1926 году. Церковь имеет одиночный неф, пять секций которого имеют восьмигранные своды. Хорошо освещенная внутри, церковь имеет слегка вытянутую форму. Её просторный интерьер свободен от колонн, а шесть алтарей и витражные окна представляют почитаемых святых.

## Образование
В городе расположено 6 частных и 20 государственных начальных школ. Также в Ньоре имеется 9 коллежей и 7 лицеев (в том числе садоводческий).
Ньор является во Франции одним из главных центров подготовки специалистов в сфере страхования и оценки рисков, для чего в городе открыты специализированные образовательные учреждения.
Ежегодно в городе выпускается более одной тысячи студентов.

## Культура
Ньор имеет статус «города художественных промыслов». Большое развитие получили технические ремёсла, графическое искусство, гончарное ремесло. Каждое лето здесь устраиваются уличные фестивали в честь мастеров художественного промысла региона Пуату – Шаранта.
В городе находится 5 районных библиотек, работают библиотека-передвижка и игротека.
Городские музеи в 1990 году получили национальное признание за реализацию программы обеспечения доступности для плохо видящих людей. Впоследствии их объединили в здании бывшего женского лицея на улице Лимож, публичный доступ в который был открыт в 2006 году. Музей Бернара д’Ажеси, носящий имя художника Бернара д’Ажеси, уроженца Ньора, объединяет в себе музей изящных искусств, музей естественной истории и музей образования.

### Культурные события
- Программа культурных мероприятий[12]
- Четверг в Ньоре, концерты на берегах реки Севр-Ньортез
- Фестиваль NPAI с 2008 года — Фестиваль джазовой и импровизационной музыки
- Takavoir — фестиваль короткометражных фильмов, снятых на мобильные телефоны

### Особенности региональной кухни
Анжелика — растение, в России известное как дягиль, имеет тонкие, длинные зелёные побеги и богатое волокнами корневище, похожее на испанский артишок. Оно используется в кондитерской промышленности при изготовлении варенья, пирожных и ликеров. Монахини города Ньор в XVIII веке стали варить анжелику с сахаром, обеспечив этому известному лекарственному растению популярность лакомства.
Спиртовой раствор, на основе только анжелики или вместе с другими ароматическими добавками, используется для ароматизации различных домашних настоек, эликсиров, а также ликеров. Она традиционно является главой составляющей ньорского ликера Анжелика.
Много поколений овощеводов селекционировали это растение для лучшего применения в кондитерском деле. Для его выращивания требуется плодородная почва и особые способы её возделывания.
В наши дни в Ньоре сохранены традиции и секреты засахаривания анжелики (в кондитерских изделиях). Однако вследствие урбанизации выращивание этой деликатной культуры было вытеснено на окраины района в коммуны Манье и Шантлу, где её культивирование остаётся весьма обширным.

## Города-побратимы
- Шпринге (нем. Springe), Германия (1979)
- Томельосо (исп. Tomelloso), Испания (1981)
- Атакпаме (фр. Atakpamé), Того (1958)
- Кобург (нем. Coburg), Германия (1974)
- Веллингборо (англ. Wellingborough), Великобритания (1977)
- Хихон (исп. Gijón), Испания (1982)
- Бяла-Подляска (пол. Biała Podlaska), Польша (1995)